# Monastère de Mili
Le monastère de Mili (en serbe cyrillique : Манастир Мили ; en serbe latin : Manastir Mili) est un monastère orthodoxe serbe situé à Grobnice, dans la municipalité de Prijepolje et dans le district de Zlatibor, en Serbie. Il est inscrit sur la liste des monuments culturels protégés de la République de Serbie (identifiant no SK 496).
L'église du monastère, aujourd'hui en ruines, est dédiée à la sainte Trinité,.

## Présentation
Le monastère de Mili, sans doute fondé au XIIIe siècle, est mentionné pour la première fois en 1413 ; l'église a été rénovée à la fin du XVIe siècle ou au début du XVIIe siècle, comme en témoignent quelques vestiges de fresques.
Le monastère a été pillé et dévasté par les Ottomans en 1688 et complètement détruit au XVIIIe siècle.